# Народна Революційна Армія (Аргентина)

Прапор Ejército Revolucionario del Pueblo

Народна революційна армія (ERP, ісп. Ejército Revolucionario del Pueblo) — військовий підрозділ комуністичної Partido Revolucionario de los Trabajadores (PRT, укр. Робітнича революційна партія) в Аргентині.

## Історія

### Походження
ERP було засновано як військове крило PRT, комуністичної партії, що базувалась на троцькістських традиціях, але невдовзі звернулась до маоїстської теорії, зокрема щодо культурної революції. У 1960-х PRT прийняла стратегію повстанців Че Гевари, який був одним з лідерів Кубинської революції разом із Фіделем Кастро.
ERP запустила партизанську кампанію проти аргентинського диктаторського режиму Хуан Карлос Онганіа у 1969 році, застосовуючи такі методи боротьби як убивства й викрадення членів уряду. При цьому більшість викрадень завершувались загибеллю заручників, особливо коли ті не мали ключового значення у житті країни. Крім цього загони ERP здійснювали напади на офіси провладних організацій. Авторитетна аргентинська Crónica de la subversión en la Argentina стверджує, що за часи своєї діяльності партизани ERP мали свої осередки у 52 містах, її загони причетні до пограбування 166 банків й отримання викупів на загальну суму $76 мільйонів від викрадення 185 осіб.
Група продовжувала застосовувати жорстокі методи навіть після вільних демократичних виборів 1973 року й повернення до влади Хуана Перона. 6 грудня був викрадений Віктор Самуельсон, виконавчий директор корпорації Exxon. Його було звільнено за 49 днів після виплати правлінням корпорації $14.2 мільйонів. Загальноприйнятою метою ERP була комуністична революція проти аргентинського уряду задля встановлення «диктатури пролетаріату.»
Після цього діяльність ERP набула форми нападів на військові пости, поліцейські ділянки та конвої. У 1971 році було вбито 57 поліцейських, а у 1972 — 38.
У січні 1974 року Організація героїв Трелева (ісп. Compañía Héroes de Trelew), названа на честь подій 1972 року, під час яких 16 політв'язнів, що намагались утекти, було страчено без суду й слідства, атакувала казарми в Азулі. Ця атака призвела до вбивства начальника та його дружини й захоплення у полон одного офіцера.  У грудні 1975 року сили у складі 300 бойовиків ERP за підтримки військових здійснили напад на казарми Монте-Чінголо поблизу Буенос-Айреса, але втратили 63 чоловік, багатьох з яких було поранено під час нападу, але потім убито. Окрім того було вбито сімох військовиків і трьох поліцкйських. 23 жовтня 1974 року On 23 October 1974 бойовики ERP застрелили підполковника Хосе Франсиско Гардона, коли той виходив зі шпиталю в Буенос-Айресі. Загалом у період 1975—1976 років було вбито 293 аргентинських військовослужбовців та поліцейських.

### Операція в Тукумані
Після повернення Хуана Перона на пост президента у 1973 році ERP перейшла до використання стратегії сільської місцевості з метою забезпечення більшої площі для розміщення бойових підрозділів, призначених для боротьби проти уряду країни. Керівництво ERP вирішило відрядити загін Compania del Monte Ramón Rosa Jimenez до провінції Тукуман, бідного андського високогір'я у північно-західній частині Аргентини. Станом на грудень 1974 року цей загін налічував 100 бійців, а також 400 чоловік підтримки. На чолі з Маріо Роберто Сантучо вони невдовзі встановили контроль над третиною провінції й організували базу, що налічувала вже 2 500 членів.
У цей час у гірській місцевості Тукуману розгортається кампанія у складі близько 3 500 солдат та двох підрозділів елітних бійців під командуванням бригадного генерала Асдела Віласа. Цими діями розпочалась так звана Операція Independencia, до якої пізніше приєднались понад 1 500 солдат з 4 повітряно-десантної бригади та 8 гірської піхотної бригади. Характер війни, що розгорнулась, значною мірою було продиктовано особливостями місцевості: гори, річки та непрохідні джунглі не дозволяли сторонам швидко просуватись територіями. A-4B Skyhawk і F-86F Sabre використовувались для вогневої підтримки з повітря, натомість північноамериканські T-34 і FMA IA-58 Pucara застосовувались як легка штурмова авіація. Хоча більшість партизан діяли у лісах та гірській місцевості, Вілас сконцентрувався на знищенні мережі підтримки ERP у містах, застосовуючи методи «державного терору», тактики, яка згодом широко використовувалась під час «Брудної війни», так само як і тактика громадянського впливу. Військові сили виявили базовий табір Сантучо у серпні, а у вересні взяли штурмом міську штаб-квартиру ERP. Більшість членів Compania del Monte's здебільшого було убито у жовтні, а решту розігнано до кінця року. Попри те, що більшість членів ERP було знищено, проте за правління Ісабель Мартінес де Перон було ув'язнено ще багатьох членів цієї організації, а також тих, хто їй співчував.
У травні 1975 року представника ERP Амількара Сантучо було захоплено під час спроби дістатись Парагваю з метою налагодження співпраці з місцевою JCR. Задля свого порятунку останній повідомив інформацію щодо організації фінансування групи. Це дозволила аргентинським службам безпеки знищити рештки ERP, хоча осередки партизан залишались у важкодоступних лісових та гірських масивах упродовж ще багатьох місяців. 
Між тим партизанський рух зосередився у північних районах та 5 жовтня 1975 року здійснили напад на загони 29 гірського піхотного полку. Після цього бойовиками було захоплено цивільний літак. Після нападу на казарми 29 піхотного полку, розквартированого у Формосі, захопивши його склад зі зброєю, бойовики відступили з місця нападу повітрям. Після завершення операції бойовики літаком перемістились до провінції Санта-Фе. Літак, Boeing 737, зрештою приземлився у полі неподалік від міста Рафаела. В результаті зазначених дій бойовиків було вбито 12 солдат і 2 поліцейських, а ще кількох поранено. 
У грудні 1975 року більшість підрозділів 5 бригади були зосереджені на кордонах Тукумана (загалом понад 5 000 військовиків), проте кільце було не настільки щільним, щоб крізь нього неможливо було проникнути.  Тому ERP все ще мала сильні позиції в самому Буенос-Айресі. 23 грудня 1975 року було розпочато різдвяну операцію Маріо Сантучо. Операція була драматичною за перебігом подій. Підтримані загонами Монтонерос, бойовики здійснили напад на військову базу Домінго В’єхобуено у промисловому передмісті Монте-Чінголо, на південь від Буенос-Айреса. Напад було відбито ERP втратила 53 бойовиків, а також 9 членів групи підтримки. У цій операції брали участь близько 1 000 чоловік, яким протистояли урядові війська також у складі 1 000 чоловік. Ця операція стала можливою не тільки завдяки зусиллям партизан, але й їхніх прибічників, які надали приміщення для розміщення сил бойовиків та їхнього подальшого переховування. 

### Події у решті провінцій
30 грудня пролунав вибух у генеральному штабі збройних сил Аргентини в Буенос-Айресі, що поранив принаймні шістьох військовослужбовців. Окрім іншого партизани залучали водолазів для здійснення деяких акцій. Так 22 серпня 1975 року було серйозно пошкоджено есмінець, який було пришвартовано у порті Енсенада. Було завдано настільки великої шкоди, що судно упродовж кількох років не могло виходити у плавання. На кінець 1975 року лівим крилом партизанського руху загалом було вбито 137 військовиків та поліцейських. Військовослужбовці, особливо молодші офіцери, стрімко втрачали довіру до уряду й почали шукати лідера, який, на їхню думку, був достатньо сильним, щоб забезпечити збереження суверенітету Аргентини, й зупинили свій вибір на генерал-лейтенанаті Хорхе Віделі. 11 лютого 1976 року був убитий полковник Рауль Рафаель Реєс, а ще двох солдат було поранено після того як вони потрапили до засідки з шести бойовиків ERP у передмісті Буенос-Айреса Ла-Платі.
В результаті зазначених подій у березні 1976 року було здійснено військовий переворот. Одразу після перевороту Сантучо писав, що «ріки крові відокремлять аргентинський народ від військових», а також що переворот призведе до громадянської війни. 29 березня 1976 року лідери ERP втратили 12 бойовиків у перестрілці з військовими в центрі столиці, проте Сантучо з 50 бойовиками зумів пробитись і втекти із засідки. Більшого успіху домоглись аргентинські військовики й поліція в середині квітня у Кордові, коли в результаті серії рейдів було захоплено, а потім убито близько 300 бойовиків та членів груп підтримки ERP у цій провінції. Упродовж перших кількох місяців правління військової хунти лівими радикалами було вбито понад 70 поліцейських. В середині 1976 року аргентинські військовики цілком знищили елітний підрозділ ERP в результаті двох запеклих перестрілок. Командири ERP, Маріо Роберто Сантучо та Беніто Уртега були вбиті у липні загоном 601 розвідувального батальйону під командуванням капітана Хуана Карлоса Леонетті. Невдовзі після цього було схоплено та вбито близько ста членів молодіжного крила організації під час підготовки терористичних акцій до чемпіонату світу з футболу 1978 року, що мав відбутись в Аргентині. Попри це, ERP продовжувала свою діяльність під проводом Енріке Горріарана Мерло до кінця 1977 року, коли її було остаточно знешкоджено. До того часу військова диктатура розгорнула власну кампанію проти "диверсантів", до числа яких включались також студенти, інтелігенція, політичні активісти, які могли скласти базу для майбутнього повстання. За різними даними за часів військової диктатури в Аргентині, що була чинною з 1976 до 1983 року, було вбито (або зникло безвісти) від 12 261 до 30 000 чоловік.  Близько 11 000 аргентинців подали заяви й отримали по $200 000 компенсації за втрату близьких у період військової диктатури. According to The Wall Street Journal, some 13,000 Argentines were victims of left-wing terrorism.
PRT продовжує політичну діяльність, хоч і обмежена кількістю членів, проводить зустрічі й інші заходи навіть після повернення до країни демократичного режиму.